# 羅伯特·哈丁·埃文斯
羅伯特·哈丁·埃文斯（英語：Robert Harding Evans，1778年—1857年）是一位英國書商和拍賣商。

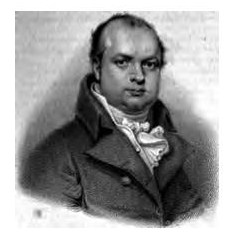
羅伯特·哈丁·埃文斯

## 生平
埃文斯是托馬斯·埃文斯（之子，在西敏公學接受教育之後成爲了托馬斯·佩恩的學徒，然後繼承了倫敦蓓爾美爾書商詹姆斯·愛德華茲的業務。
1812年他開始為Duke of Roxburghe的圖書館承擔拍賣上一職，他經手的業務有：
- Colonel Stanley（1813）
- Stanesby Alchorne（1813）
- John Towneley（1814）
- 詹姆斯·愛德華茲（1815）
- 德文郡公爵的一些副本（1815）
- 格拉夫頓公爵的圖書館（1815）
- 朱諾元帥的牛皮紙印刷書（1816）

他也拍賣過白騎士圖書館（喬治·斯賓塞-丘吉爾，第五代馬爾博羅公爵），以及James Bindley、約翰·顛地（John Dent）、 喬治·希伯特(George Hibbert)、達德利·隆·諾斯（Dudley Long North）和一些理查德·希伯（Richard Heber）的一些藏品（1836）。
1812年到1814年間英國出售的主要圖書館幾乎都要經他之手，然而他的專業知識並不與其業務素質相匹配，於是他陷入了一些經濟糾紛。當他和他的兩個兒子在龐德街合夥做書商生意，又一次失敗了。
埃文斯於1857年4月25日死在倫敦汉普斯蒂德路愛德華街。他的遺孀蘇珊娜死於1861年1月31日，時年八十歲。